# 9月22日
9月22日（くがつにじゅうににち）は、グレゴリオ暦で年始から265日目（閏年では266日目）にあたり、年末まであと100日ある。

## できごと
- 904年（天祐元年8月11日） - 唐の昭宗が朱全忠に派遣された朱友恭・氏叔琮・蔣玄暉らの率いる兵によって暗殺される。
- 1236年 - 北方十字軍: ザウレの戦い。リトアニアがリヴォニア帯剣騎士団を破る。
- 1499年 - バーゼルの和約によりシュヴァーベン戦争が終結。
- 1504年 - イタリア戦争・第二次イタリア戦争: ブロワ条約 (1504年)が締結。
- 1579年（天正7年9月2日） - 有岡城の戦い: 荒木村重が配下を残し、有岡城を脱出。
- 1586年 - 八十年戦争: ズトフェンの戦い（英語版）。
- 1609年 - バレンシア副王・バレンシア大司教フアン・デ・リベラが、スペイン王フェリペ3世によりこの年の4月9日に署名されたモリスコ追放を定めた勅令の公表を命令。
- 1761年 - イングランド王ジョージ3世とシャーロット王妃の戴冠式。
- 1776年 - アメリカ独立戦争: アメリカ初のスパイとして知られるネイサン・ヘイルが絞首刑に処される。
- 1789年 - 露土戦争 (1787年-1791年): リュムニクの戦い（英語版）。
- 1792年（フランス革命暦I年ヴァンデミール1日） - フランス革命: フランス革命暦の起点とされる日。使用開始は1793年11月24日。
- 1793年 - ヴァンデの反乱: サン・フュルジャンの戦い（英語版）。
- 1793年 - ヴァンデの反乱: パレの戦い（英語版）。
- 1830年 - 大コロンビアからベネズエラが独立。
- 1857年 - ロシア軍艦ル・フォール（英語版）がフィンランド湾で嵐により沈没。搭乗していた826人全員が死亡。
- 1862年 - エイブラハム・リンカーン米大統領が奴隷解放宣言第1部を発表。
- 1866年 - パラグアイ戦争: クルパイティの戦い（英語版）、数少ないパラグアイ軍が勝利した戦い。
- 1869年 - リヒャルト・ワーグナーのオペラ『ラインの黄金』がミュンヘン宮廷歌劇場で初演。
- 1885年 - ランドルフ・チャーチルがアイルランド自治法運動に反対してアルスターで演説をする。
- 1887年 - 石井十次が日本初の孤児院「孤児教育会」（後の岡山孤児院）を岡山市内に創設。
- 1888年 - ナショナルジオグラフィック協会が雑誌『The National Geographic Magazine』（現在の『National Geographic』）を創刊。
- 1892年 - イギリスのランカシャーでリンダル鉄道事故（英語版）が発生。コナン・ドイルの小説の原案になる。
- 1896年 - この日をもってヴィクトリア女王が祖父のジョージ3世を抜いて史上最長期間英王位に君臨した王となる。
- 1900年 - パリ市長宴会（フランス語版）が行われる。
- 1908年 - ブルガリアがオスマン帝国からの独立を宣言（英語版）。
- 1912年 - この日の夜に四国東部に上陸した台風は、日本海を北上して北海道にまで被害を出した[1]。北海道では多くの漁船が転覆したほか、富山県地方で列車転覆などの被害があった[2]。全国で661人が死亡した[3]。→ 大正元年の台風
- 1914年 - 第一次世界大戦 Action of 22 September 1914: Uボートにより英海軍軍艇のHMSHMS アブーキア（英語版）、クレッシー（英語版）、ホーグ（英語版）が沈没する。
- 1919年 - ペンシルベニア州で鉄鋼ストライキ始まる。
- 1934年 - グレスフォード災害（英語版）によりウェールズで266人の鉱山労働者と救助者が死亡。
- 1939年 - 第二次世界大戦: ポーランド侵攻の成功を祝う目的でブレスト＝リトフスクのドイツ・ソビエト共同軍事パレード（英語版）が行われる。
- 1944年 - 第二次世界大戦: フィンランドが日本との国交を断絶。
- 1945年 - アメリカ合衆国が降伏後における米国の初期の対日方針（初期対日方針）を発表、アメリカ単独による占領を規定。
- 1945年 - 武蔵野鉄道が（旧）西武鉄道と食糧増産を吸収合併して西武農業鉄道（現 西武鉄道）に改称。
- 1946年 - 坂町駅でヤミ米を押収しようとした警察官を在日中国人・朝鮮人が集団で襲撃（坂町事件）。
- 1948年 - ベルリン封鎖: ゲイル・ハルヴォルセン（Gail Halvorsen）がベルリン空輸の一環として子供たちにキャンディーの配布を開始。
- 1948年 - 全パレスチナ政府（英語版）がアラブ連盟により設置される。
- 1949年 - 長野県、山梨県、新潟県に翌日にかけて豪雨。長野市裾花川の堤防が決壊して死者・行方不明者29人[4]。
- 1950年 - 日本大学に勤務していた運転手の少年が給料を強奪し、愛人と逃走するも2日後に逮捕（日大ギャング事件、オー・ミステーク事件）。
- 1955年 - 冷戦: 西ドイツのコンラート・アデナウアー首相が外交方針「ハルシュタイン原則」を表明。
- 1960年 - 8月にマリ連邦からセネガルが離脱したのに伴い、スーダン共和国（旧 フランス領スーダン）がマリ共和国に改称。
- 1966年 - アンセットANA149便事故（英語版）。
- 1968年 - エジプトでアスワン・ハイ・ダム建設に伴うアブ・シンベル神殿の移転工事が完了。
- 1970年 - トゥンク・アブドゥル・ラーマンがマレーシア首相を辞任。後任にアブドゥル・ラザクが就任。
- 1975年 - 大韓民国で民兵組織「民防衛隊」が発足。
- 1975年 - サンフランシスコでフォード大統領暗殺未遂事件が発生。サラ・ジェーン・ムーアによる。
- 1979年 - ヴェラ事件。アメリカの核実験監視衛星「ヴェラ」が、南アフリカ共和国近海の洋上での核実験類似の大爆発を観測。
- 1980年 - イラク空軍のMiG-21がテヘランなどの空港を爆撃して侵攻を開始、イラン・イラク戦争が本格化。
- 1982年 - 三越事件: 三越取締役会議で岡田茂代表取締役社長を解任。岡田が発した「なぜだ!」が流行語になる。
- 1985年 - G5でドル高是正のためのプラザ合意が成立。円が為替相場で急騰。
- 1986年 - 安中公害訴訟の和解が成立。東邦亜鉛が住民に4億5000万円を賠償。
- 1987年 - 昭和天皇が開腹手術を受ける。天皇の開腹手術は史上初。病名は「慢性膵臓炎」と発表。
- 1989年 - 大相撲秋場所で千代の富士が通算965勝を挙げ、最多勝記録を樹立。
- 1997年 - ロックバンド「X JAPAN」が解散表明。
- 2003年 - 小泉再改造内閣が発足。
- 2006年 - ドイツの磁気浮上式鉄道（トランスラピッド）エムスランド実験線で、試運転の列車が工事車両と衝突。作業員と列車に乗車していた見学客23名が死亡。
- 2006年 - アメリカ海軍に配備されていた戦闘機：F-14（トムキャット）が全機退役。
- 2012年 - JR只見線においてタブレット閉塞による運行が終了し、JRのすべての路線からタブレット閉塞による運行保安システムが消滅。
- 2016年 - 日本のプロバスケットボールリーグ・Bリーグが開幕。
- 2018年 - イラン・フーゼスターン州アフヴァーズにて行われた軍事パレードが武装集団によって襲撃され、29人死亡（2018年アフヴァーズに於ける軍事パレード襲撃事件）。
- 2022年 - 政府が急速な円安を阻止するために為替介入を実施。1998年6月以来のおよそ24年ぶりとなる。同日17時15分、財務省の神田眞人財務官が表明した。

## 誕生日

### 人物

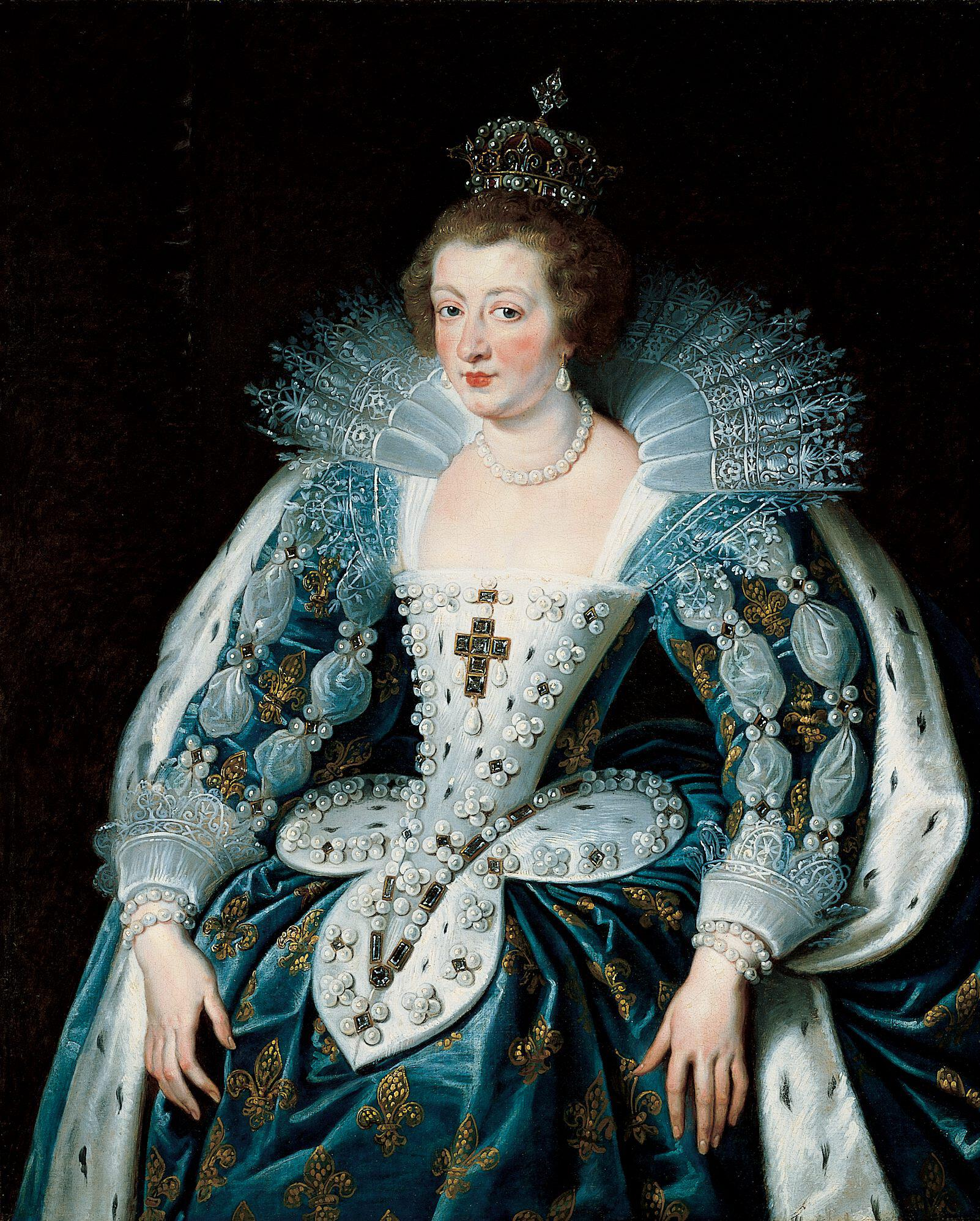
アンヌ・ドートリッシュ(1601-1666)

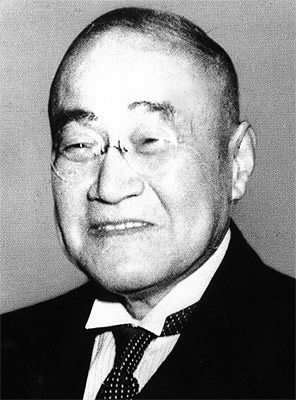
吉田茂(1878-1967)

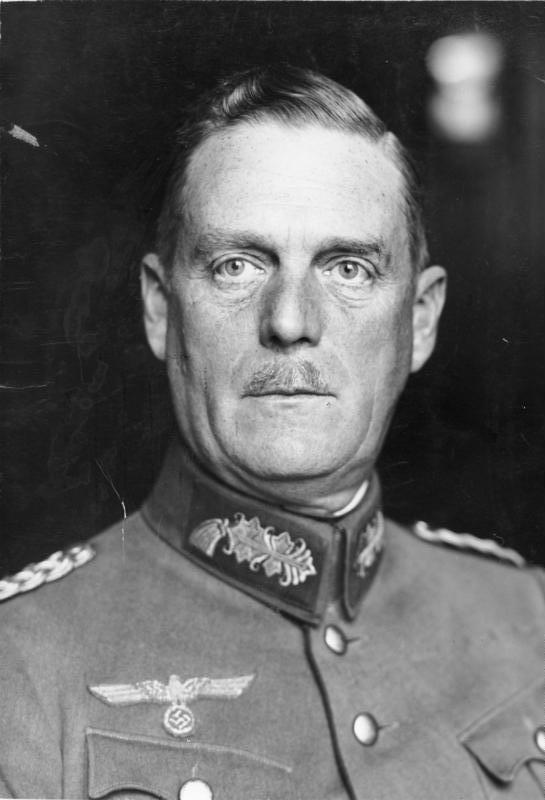
ヴィルヘルム・カイテル(1882-1946)

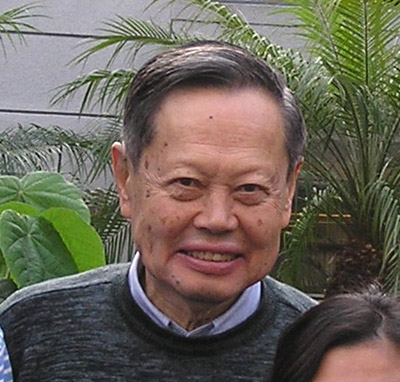
楊振寧(1922-)

セゴレーヌ・ロワイヤル(1953-)

- 1013年 - リグザ（Richeza of Poland, Queen of Hungary）、ポーランド王妃（+ 1075年）
- 1211年 - イブン・ハリカン（Ibn Khallikan）、学者（+ 1282年）
- 1515年 - アン・オブ・クレーヴズ、イングランド王ヘンリー8世妃（+ 1557年）
- 1523年 - シャルル1世・ド・ブルボン、ルーアン大司教（+ 1590年）
- 1552年 - ヴァシーリー4世、ロシアのツァーリ（+ 1612年）
- 1593年 - マテウス・メーリアン、版画家、製図家（+ 1650年）
- 1601年 - アンヌ・ドートリッシュ、フランス王ルイ13世妃（+ 1666年）
- 1606年（万暦34年8月21日） - 李自成、農民反乱指導者、順王朝（大順）皇帝（+ 1645年）
- 1650年（慶安3年8月27日） - 京極高盛、豊岡藩主（+ 1709年）
- 1680年 - バルトルド・ハインリッヒ・ブロックス（Barthold Heinrich Brockes）、詩人（+ 1747年）
- 1694年 - フィリップ・スタンホープ、第4代チェスターフィールド伯爵（+ 1773年）
- 1715年 - ジャン＝エティエンヌ・ゲタール、鉱物学者（+ 1786年）
- 1722年 - フランシスコ・アントニオ・デ・ロレンツァーナ・イ・ブトロン（Francisco Antonio de Lorenzana y Butrón）、聖職者（+ 1804年）
- 1725年 - ジョゼフ・デュプレシ、画家（+ 1802年）
- 1741年 - ペーター・ジーモン・パラス、動物学者、植物学者（+ 1811年）
- 1743年 - クインティン・クラウファード（Quintin Craufurd）、作家（+ 1819年）
- 1757年 - ジャン＝バティスト・キュロス・ド・ティンブルーン・ド・ティアンブロンヌ（Jean-Baptiste Cyrus de Timbrune de Thiembronne）、軍人（+ 1822年）
- 1762年 - エリザベス・シムコー（Elizabeth Simcoe）、画家（+ 1850年）
- 1765年 - パオロ・ルフィニ、数学者（+ 1822年）
- 1768年（明和5年8月12日） - 永井直旧、加納藩主（+ 1790年）
- 1775年（安永4年8月25日） - 保科正徳、飯野藩主（+ 1844年）
- 1788年 - セオドア・フック（Theodore Hook）、作曲家（+ 1841年）
- 1791年 - マイケル・ファラデー、物理学者、化学者（+ 1867年）
- 1800年 - ジョージ・ベンサム、植物学者（+ 1884年）
- 1806年 - ベルナルディーノ・アントニオ・ゴメス・ジュニア（Bernardino António Gomes Jr.）、医師、科学者（+ 1877年）
- 1809年（文化6年8月13日）- 横井小楠、儒学者、熊本藩士（+ 1869年）
- 1819年 - ウィルヘルム・ワッテンバッハ（Wilhelm Wattenbach）、歴史家（+ 1897年）
- 1828年 - ハインリヒ・アガソン・バーンスタイン（Heinrich Agathon Bernstein）、自然主義者（+ 1865年）
- 1829年 - 嗣徳帝、ベトナム阮朝第4代皇帝（+ 1883年）
- 1829年 - ウィリアム・ワース・ベルナップ、第30代アメリカ合衆国陸軍長官（+ 1890年）
- 1833年 - スティーブン・D・リー、軍人（+ 1908年）
- 1835年 - レオポルト・フォン・ホーエンツォレルン＝ジグマリンゲン（+ 1905年）
- 1841年 - アンドレイス・プンプルス（Andrejs Pumpurs）、軍人（+ 1902年）
- 1844年（天保15年8月11日） - 松平信庸、上山藩主（+ 1918年）
- 1862年 - アナスタシオス・チャラランビス（Anastasios Charalambis）、ギリシャ首相（+ 1949年）
- 1863年 - アレクサンドル・イェルシン（Alexandre Yersin）、細菌学者（+ 1943年）
- 1869年 - アーサー・プライヤー、トロンボーン奏者、バンドリーダー（+ 1942年）
- 1870年 - ダク・パワーズ、プロ野球選手（+ 1909年）
- 1870年 - シャーロット・クーパー、テニス選手（+ 1966年）
- 1875年 - ミカロユス・チュルリョーニス、画家、作曲家（+ 1911年）
- 1876年 - アンドレ・タルデュー（André Tardieu）、フランス首相（+ 1945年）
- 1878年 - 吉田茂、政治家、内閣総理大臣、外務大臣ほか（+ 1967年）
- 1878年 - 牧野省三、映画監督（+ 1929年）
- 1880年 - オーブリー・ジョン・ケンプナー、数学者（+ 1973年）
- 1880年 - クリスタベル・パンクハースト（Christabel Pankhurst）、社会活動家（+ 1958年）
- 1882年 - ヴィルヘルム・カイテル、ドイツ陸軍軍人、国防軍最高司令部総長（+ 1946年）
- 1883年 - フェレンツ・オスレイ（Ferenc Oslay）、歴史家（+ 1932年）
- 1885年 - グンナール・アスプルンド、建築家（+ 1940年）
- 1885年 - ベン・チフリー（Ben Chifley）、第16代オーストラリア首相（+ 1951年）
- 1885年 - エリッヒ・フォン・シュトロハイム、映画監督、俳優（+ 1957年）
- 1889年 - フックス・ダウス（Hooks Dauss）、野球選手（+ 1963年）
- 1891年 - チャーリー・バカン（Charlie Buchan）、サッカー選手（+ 1960年）
- 1892年 - ビリー・ウェスト、俳優（+ 1975年）
- 1893年 - ハンス・ライプ（Hans Leip）、軍人（+ 1983年）
- 1894年 - エリザベート・レスバーグ（Elisabeth Rethberg）、ソプラノ歌手（+ 1976年）
- 1895年 - ポール・ムニ、俳優（+ 1967年）
- 1896年 - ヘンリー・シーグレーブ、レーシングドライバー（+ 1930年）
- 1896年 - ウリ・ツヴィ・グリーンバーグ（Uri Zvi Greenberg）、詩人（+ 1981年）
- 1900年 - ポール・エメット、化学工学者（+ 1985年）
- 1900年 - ウィリアム・スプラットリング（William Spratling）、銀細工職人（+ 1967年）
- 1901年 - ナジェージダ・アリルーエワ、ヨシフ・スターリンの2番目の妻（+ 1932年）
- 1901年 - チャールズ・ハギンズ、生理学者、外科医（+ 1997年）
- 1902年 - ジョン・ハウスマン、俳優（+ 1988年）
- 1904年 - ジョゼフ・ヴァラキ、マフィア（+ 1971年）
- 1905年 - オイゲン・ゼンガー、航空エンジニア（+ 1964年）
- 1906年 - イルゼ・コッホ、ブーヘンヴァルト強制収容所所長の妻（+ 1967年）
- 1906年 - Ödön Zombori、レスリング選手（+ 1989年）
- 1907年 - モーリス・ブランショ、作家、評論家（+ 2003年）
- 1907年 - フィリップ・フォザーリンガム＝パーカー（Philip Fotheringham-Parker）、レーシングドライバー（+ 1981年）
- 1908年 - 松山崇、美術監督（+ 1977年）
- 1909年 - デイヴィッド・リースマン、社会学者（+ 2002年）
- 1910年 - 宮崎秀吉、世界最高齢の陸上選手（+ 2019年）
- 1910年 - ギオルギ・ファルディ（György Faludy）、詩人（+ 2006年）
- 1911年 - ルイ・デュクルー（Louis Ducreux）、俳優（+ 1992年）
- 1912年 - マーサ・スコット、女優（+ 2003年）
- 1912年 - ヘルベルト・マタレ（Herbert Mataré）、物理学者（+ 2011年）
- 1913年 - 平塚八兵衛、警視庁刑事（+ 1979年）
- 1914年 - 青地球磨男、元陸上競技選手（+ 2004年）
- 1915年 - グレゴリー・サムイロヴィッチ・フリード（Grigory Frid）、作曲家（+ 2012年）
- 1918年 - ヘンリク・シェリング、ヴァイオリニスト、作曲家（+ 1988年）
- 1918年 - ハンス・ショル、白バラ抵抗運動のメンバーの一人（+ 1943年）
- 1919年 - 星田次郎、プロ野球選手（+ 1960年）
- 1920年 - ウィリアム・ライカー、政治学者（+ 1993年）
- 1920年 - ボブ・レモン、野球選手（+ 2000年）
- 1921年 - 宮澤弘、政治家、法務大臣、広島県知事（+ 2012年）
- 1921年 - ウィル・エルダー（Will Elder）、イラストレーター（+ 2008年）
- 1921年 - ベティ・リード・ソスキン、国立公園局の元レンジャー（英語版）
- 1922年 - 楊振寧、物理学者
- 1922年 - イヴェット・オーナー（Yvette Horner）、ミュージシャン（+ 2018年）
- 1923年 - 小林章良、元プロ野球選手（+ 2002年）
- 1923年 - アガ・イブラヒム・アクラム（Agha Ibrahim Akram）、軍人、歴史家（+ 1989年）
- 1924年 - ベルナール・ゴティエ（Bernard Gauthier）、自転車競技選手（+ 2018年）
- 1924年 - ロザムンド・ピルチャー（Rosamunde Pilcher）、作家（+ 2019年）
- 1924年 - ジョン・ウィリアム・ミッデンドルフ2世（J. William Middendorf）、第14代米国海軍長官
- 1924年 - ノーヴェル・リー（Norvel Lee）、ボクサー（+ 1992年）
- 1925年 - 榎並達郎、元プロ野球選手
- 1926年 - ビル・スミス（Bill Smith (jazz musician)）、ミュージシャン（+ 2020年）
- 1927年 - トミー・ラソーダ、元プロ野球選手、監督（+ 2021年）
- 1927年 - ゴードン・アスタール（Gordon Astall）、サッカー選手（+ 2020年）
- 1927年 - コレット・ドレアル（Colette Deréal）、女優、歌手（+ 1988年）
- 1928年 - エリック・ブロードレイ、起業家（+ 2017年）
- 1928年 - ジェームズ・ローソン（James Lawson (activist)）、作家、社会活動家
- 1929年 - ジョニー・バレンタイン、プロレスラー（+ 2001年）
- 1929年 - カルロ・ウビアリ、オートバイレーサー（+ 2020年）
- 1930年 - 前田祐吉、元慶應義塾大学野球部監督（+ 2016年）
- 1930年 - ピーター・ジャクソン（Peter Jackson (rugby union)）、ラグビー選手（+ 2004年）
- 1931年 - 貞永方久、映画監督（+ 2011年）
- 1931年 - フェイ・ウェルドン、作家、エッセイスト、劇作家（+ 2023年）
- 1932年 - アルギルダス・ブラザウスカス、初代リトアニア共和国大統領（+ 2010年）
- 1932年 - インゲマル・ヨハンソン、プロボクサー（+ 2009年）
- 1932年 - ケン・アスプロモンテ、元プロ野球選手
- 1932年 - 末松安晴、情報工学者
- 1932年 - セイゴ・ツヅキ、政治家、医師
- 1933年 - 鈴木隆、元プロ野球選手（+ 2024年）
- 1933年 - 萩原弥惣治、政治家、前橋市長（+ 2021年）
- 1933年 - カルメロ・シメオネ（Carmelo Simeone）、サッカー選手（+ 2014年）
- 1934年 - ルート・オルソン（Lute Olson）、バスケットボール選手（+ 2020年）
- 1935年 - 岡田眞澄、俳優（+ 2006年）
- 1935年 - ジャック・モレル（Jacques Morel (rower)）、ボート競技選手
- 1936年 - 西川潤、経済学者（+ 2018年）
- 1939年 - 田部井淳子、登山家（+ 2016年）
- 1939年 - デボラ・ラヴィン（Deborah Lavin）、歴史家
- 1940年 - アンナ・カリーナ、女優（+ 2019年）
- 1941年 - 後藤健二、実業家、政治家、元北海道夕張市長
- 1941年 - ジェレマイア・ライト、牧師
- 1942年 - 阪本時彦、アナウンサー（+ 2020年）
- 1942年 - オレイ・アンダーソン、プロレスラー（+ 2024年）
- 1942年 - デビッド・スターン、弁護士（+ 2020年）
- 1942年 - ルベン・サラザール・ゴメス（Rubén Salazar Gómez）、枢機卿
- 1943年 - 高月忠、俳優
- 1943年 - 西川博史、経済学者
- 1943年 - トニー・バジル、歌手、女優
- 1944年 - ブライアン・ギブソン、映画監督（+ 2004年）
- 1945年 - 猪木武徳、経済学者
- 1946年 - 瞳みのる、ドラマー（元ザ・タイガース）
- 1946年 - キング・サニー・アデ、歌手
- 1946年 - ラリー・ダーカー、野球選手
- 1946年 - リチャード・ボウカム、聖書学者
- 1947年 - 谷沢健一、元プロ野球選手
- 1947年 - ノーマ・マコービー、ロー対ウェイド事件の裁判原告女性（+ 2017年）
- 1947年 - デヴィッド・ドリューリー（David Drewry）、氷河学者
- 1948年 - 6代目立川ぜん馬、落語家（+ 2024年）
- 1948年 - デニス・バーク（Denis Burke (Australian politician)）、ノーザンテリトリー首相
- 1948年 - マーク・フィリップス、馬術競技選手
- 1950年 - 本多敏行、アニメーター
- 1950年 - リノ・チェルヴェル（Lino Červar）、ハンドボール監督
- 1950年 - 佐藤敬次、元プロ野球選手
- 1951年 - 志垣太郎、俳優（+ 2022年）
- 1951年 - 藤沢和雄、調教師
- 1951年 - デイヴィッド・カヴァデール、ミュージシャン
- 1951年 - マイク・グラハム、プロレスラー
- 1951年 - ダグ・サマーズ、プロレスラー
- 1952年 - 五大路子、女優
- 1953年 - セゴレーヌ・ロワイヤル、政治家
- 1953年 - トマシュ・ボイトビッチ、バレーボール選手（+ 2022年）
- 1953年 - 神農清治、元プロ野球選手
- 1955年 - ジェフリー・レオナード（Jeffrey Leonard）、野球選手
- 1956年 - 石毛宏典、元プロ野球選手、監督
- 1956年 - 鈴木雅之、歌手
- 1957年 - ニック・ケイヴ、シンガーソングライター、作家、俳優
- 1957年 - ジュゼッペ・サローニ、自転車競技選手
- 1958年 - アンドレア・ボチェッリ、テノール歌手
- 1958年 - 松村あゆみ、テレビプロデューサー、テレビ演出家、脚本家
- 1958年 - ジョーン・ジェット、シンガー・ソングライター、女優
- 1958年 - ベス・キャトリン（Beth Catlin）、サヴァン症候群の女性
- 1958年 - フランコ・フォリーニ、レーシングドライバー
- 1958年 - エディ・プランカールト、自転車競技（ロードレース）選手
- 1959年 - 石井竜也、歌手
- 1959年 - 38代木村庄之助、大相撲行司
- 1959年 - タイ・バビロニア、フィギュアスケート選手
- 1959年 - ソール・パールマッター、天体物理学者
- 1960年 - 秋里和国、漫画家
- 1960年 - 樋渡真司、俳優
- 1960年 - スコット・ベイオ（Scott Baio）、俳優（※1961年説あり）
- 1961年 - ボニー・ハント、声優、女優
- 1961年 - 田嶋要、政治家
- 1961年 - ビンス・コールマン、元プロ野球選手
- 1962年 - ふせえり 、女優
- 1964年 - 細井治、声優
- 1964年 - 俵信之、元競輪選手、自転車競技選手
- 1965年 - 橋本潮、歌手
- 1965年 - ルビー・モレノ、女優
- 1965年 - 樋口真嗣、映画監督
- 1965年 - 吉川弘幸、元プロ野球選手
- 1965年 - 豊ノ海真二、元大相撲力士（+ 2021年）
- 1967年 - 緒形直人、俳優
- 1967年 - 平井信行、気象予報士
- 1967年 - スペル・デルフィン、プロレスラー、大阪プロレス創始者
- 1967年 - 後藤健二、ジャーナリスト（+ 2015年）
- 1968年 - 矢野武、アナウンサー
- 1969年 - 渡辺真美、歌手
- 1969年 - ジェフ・バリー、元プロ野球選手
- 1970年 - 石塚堅、声優
- 1970年 - 伊藤隆、元キックボクサー
- 1970年 - マイク・マシーニー、元プロ野球選手
- 1970年 - エマニュエル・プティ、元サッカー選手、タレント
- 1971年 - 徳永暁人、ミュージシャン（doa）
- 1971年 - 酒井弘樹、元プロ野球選手
- 1971年 - ミスティカル、ラッパー
- 1973年 - 大澤幹朗、フリーアナウンサー
- 1973年 - 趙宏博、元フィギュアスケート選手
- 1973年 - ボブ・サップ、格闘家
- 1974年 - 橿渕聡、元プロ野球選手
- 1975年 - 永井みゆき、演歌歌手
- 1976年 - ロナウド、サッカー選手
- 1976年 - Sascha、ラジオDJ、タレント
- 1977年 - WADA、ミュージシャン（アルファ）
- 1977年 - 角田ともみ、女優、モデル
- 1978年 - 小尾元政、声優
- 1978年 - 五味隆典、格闘家
- 1978年 - 中谷勇介、元サッカー選手
- 1978年 - ハリー・キューウェル、サッカー指導者、元サッカー選手
- 1979年 - 竹内めぐみ、歌手、詩人
- 1980年 - ジェームス・ブラック、フィギュアスケート選手
- 1980年 - 片山瞳、ファッションモデル、女優
- 1981年 - 歩りえこ、女優
- 1981年 - 渋谷すばる、歌手、ミュージシャン（元関ジャニ∞）
- 1981年 - 山瀬功治、サッカー選手
- 1981年 - 苫米地鉄人、元プロ野球選手
- 1981年 - アレクセイ・ラミレス、元プロ野球選手
- 1982年 - 北島康介、元競泳選手
- 1982年 - マンディ・チアン、歌手、女優
- 1982年 - マールテン・ステケレンブルフ、サッカー選手
- 1982年 - 竹内良太、声優
- 1983年 - 今井絵理子、歌手（SPEED）、政治家
- 1984年 - チアゴ・シウヴァ、サッカー選手
- 1984年 - 新城幸也、自転車競技選手
- 1984年 - テレサ・フー、歌手、女優
- 1985年 - 大川紫央、宗教家
- 1985年 - 成田童夢、タレント、元スノーボード選手
- 1985年 - 今成夢人、プロレスラー、映像作家
- 1986年 - 美波、モデル、女優
- 1986年 - 矢作紗友里、声優
- 1986年 - セルゲイ・ドブリン、フィギュアスケート選手
- 1986年 - 朴顯俊、元プロ野球選手
- 1986年 - クリス・シュウィンデン、元プロ野球選手
- 1986年 - 小出アキラ、アナウンサー
- 1987年 - トム・フェルトン、俳優
- 1987年 - 滝沢ななえ、元バレーボール選手
- 1988年 - マイリン・ハウシュ、元フィギュアスケート選手
- 1989年 - ザビーネ・リシキ、テニス選手
- 1989年 - 足立祐一、元プロ野球選手
- 1989年 - ヒョヨン、アイドル（少女時代、少女時代-Oh! GG、Girls On Top）
- 1990年 - 植田真梨恵、シンガーソングライター
- 1990年 - 吉村綾花、歌手（元SweetS）
- 1990年 - 山部佳苗、柔道選手
- 1990年 - 広瀬愛梨、元グラビアアイドル
- 1990年 - マーヴィン・トラン、フィギュアスケート選手
- 1990年 - ジェレミー・アーヴァイン、俳優
- 1991年 - 草薙和輝、テレビ朝日アナウンサー
- 1993年 - 豊山亮太、元大相撲力士
- 1993年 - 大下菜摘、声優
- 1993年 - 森保圭悟、サッカー選手
- 1994年 - カルロス・コレア、プロ野球選手
- 1994年 - ジニョン、アイドル（GOT7）
- 1994年 - ホン・ユギョン、元アイドル（元Apink）
- 1995年 - ナヨン、アイドル（TWICE）
- 1995年 - 山岡泰輔、プロ野球選手
- 1995年 - ジェームズ・カリンチャク、プロ野球選手
- 1995年 - 吉岡麗、アナウンサー
- 1996年 - 中山翔太、プロ野球選手
- 1996年 - 内田旦人、バスケットボール選手
- 1997年 - 宮近海斗、アイドル、俳優（Travis Japan）
- 1997年 - 飯野太一、YouTuber（だいにぐるーぷ）
- 1998年 - 近藤廉、プロ野球選手
- 1999年 - 玉元風海人、俳優、演出家
- 1999年 - 谷藤海咲、女優、元アイドル（KissBee）
- 1999年 - 倉本彩、アナウンサー
- 1999年 - キム・ユジョン、女優
- 1999年 - キム・ヨハン、アイドル、俳優（WEi、元X1）
- 2000年 - Seungmin、アイドル（Stray Kids）
- 2000年 - 里吉うたの、アイドル（BEYOOOOONDS）
- 2000年 - 胡燁韜、歌手、ダンサー、インターネットセレブリティ
- 2001年 - 石岡玲英、ラグビー選手
- 2001年 - 髙橋ひかる、モデル、女優
- 2002年 - 原田波人、演歌歌手
- 2002年 - 三原羽衣、女優
- 2002年 - 尾﨑世梨、フェンシング選手
- 2004年 - 内田湘大、プロ野球選手
- 2007年 - 佐藤栞奈、女優、歌手
- 2009年 - 吉沢恋、スケートボーダー
- 2011年 - パク・ダヨン、子役
- 生年不詳 - 美穂圭子、宝塚歌劇団専科女優
- 生年不詳 - 伊科田海、漫画家
- 生年不詳 - 佐藤芳洋、声優
- 生年不詳 - 島田友樹、声優
- 生年不詳 - 西谷亮[5]、声優

### 人物以外（動物など）
- 2000年 - 北登、DASH村に住む柴犬（+ 2017年）

## 忌日

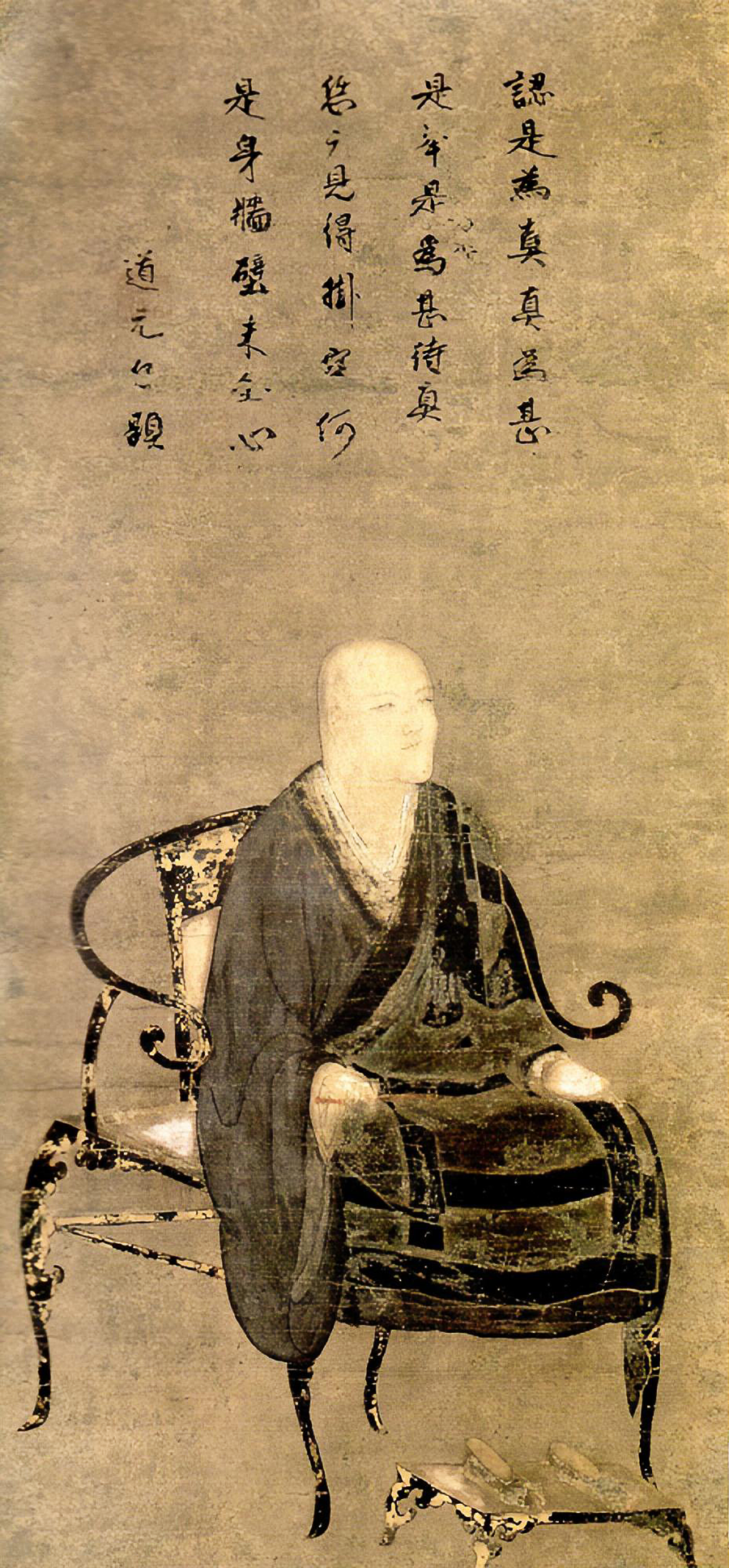
日本曹洞宗の開祖道元禅師(1200-1253)遷化。

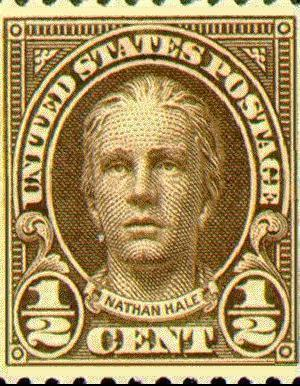
アメリカ独立戦争の軍人、諜報員ネイサン・ヘイル(1755-1776)没。

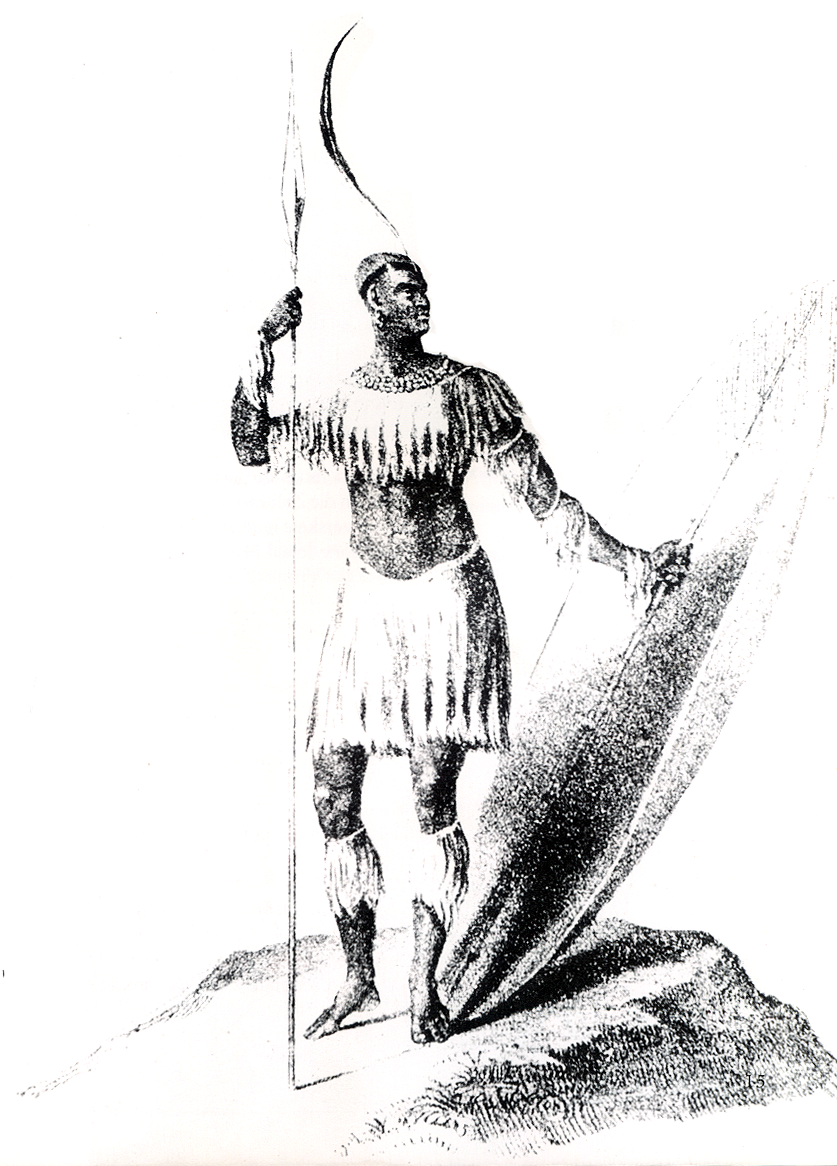
ズールー王国初代国王シャカ・ズールー(1787-1882)没。

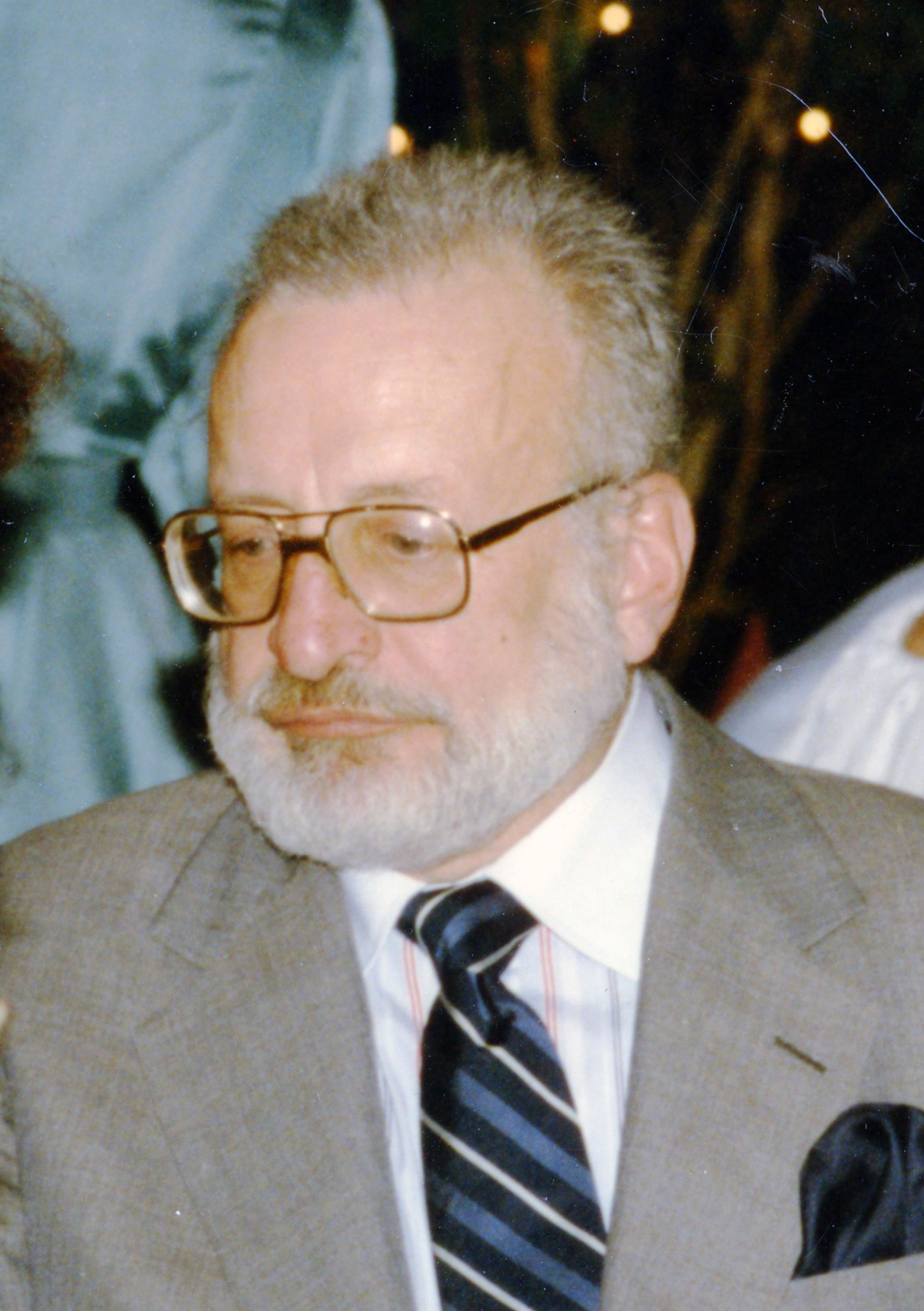
俳優ジョージ・C・スコット(1927-1999)没。

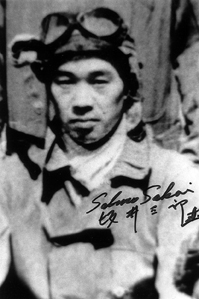
大日本帝国海軍軍人、パイロット坂井三郎(1916-2000)没。

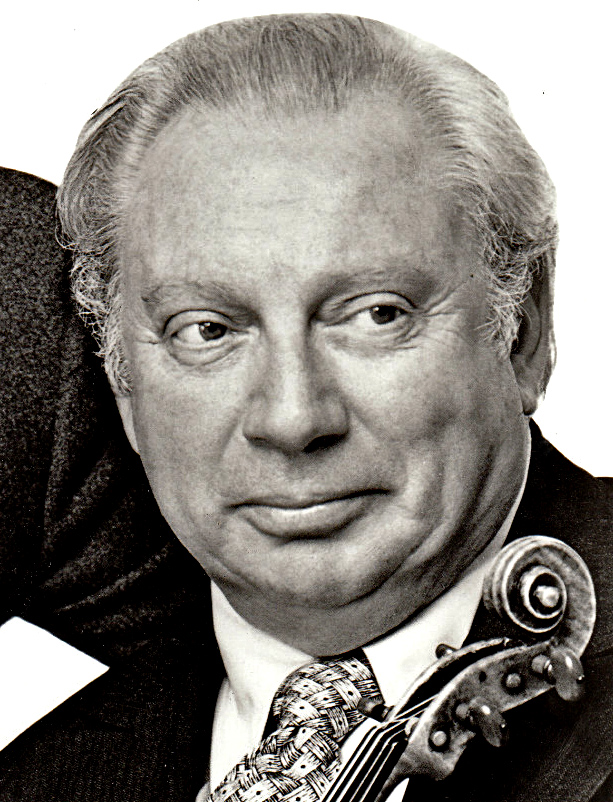
ヴァイオリニストアイザック・スターン(1920-2001)没。

- 1253年（建長5年8月28日） - 道元[6]、曹洞宗の開祖（* 1200年）
- 1286年（弘安9年9月3日） - 無学祖元、臨済宗の僧（* 1226年）
- 1358年（正平13年/延文3年8月19日） - 洞院実世、南朝の公卿（* 1308年）
- 1369年 - グイード・ゴンザーガ、マントヴァの僭主（* 1290年）
- 1482年 - フィリベルト1世、サヴォイア公（* 1465年）
- 1520年 - セリム1世、第9代オスマン帝国スルタン（* 1465年）
- 1554年 - フランシスコ・バスケス・デ・コロナド、探検家（* 1510年）
- 1591年（天正19年8月5日） - 豊臣鶴松、豊臣秀吉の長男（* 1589年）
- 1607年 - アレッサンドロ・アローリ、画家（* 1535年）
- 1646年 - ジャン・フランソワ・ニセロン（英語版）、数学者、修道士、画家（* 1613年）
- 1703年 - ヴィンチェンツォ・ヴィヴィアーニ、数学者、科学者（* 1622年）
- 1714年（正徳4年8月14日） - 秋元喬知、川越藩主、江戸幕府老中（* 1649年）
- 1737年 - ミシェル・ピニョレ・ド・モンテクレール、作曲家（* 1667年）
- 1737年 - フランチェスコ・マンチーニ、作曲家、オルガン奏者（* 1672年）
- 1748年（寛延元年8月30日） - 木下俊能、日出藩主（* 1725年）
- 1769年 - アントニオ・ジェノヴェージ（英語版）、経済学者（* 1713年）
- 1774年 - クレメンス14世、第249代ローマ教皇（* 1705年）
- 1776年 - ジュゼッペ・ペローニ（英語版）、画家（* 1700年）
- 1776年 - ネイサン・ヘイル、大陸軍軍人、諜報員（* 1755年）
- 1777年 - ジョン・バートラム、植物学者、園芸家、植物収集家（* 1699年）
- 1788年（天明8年8月23日） - 鳥山石燕、浮世絵師（* 1712年）
- 1813年 - ローズ・ベルタン、モード商、ファッションデザイナー（* 1747年）
- 1816年 - クリステン・スミス、医師、博物学者（* 1785年）
- 1826年 - ヨハン・ペーター・ヘーベル、詩人（* 1760年）
- 1829年（文政12年8月25日） - 松平頼儀、第8代高松藩主（* 1775年）
- 1830年（文政13年8月6日） - 松平忠功、桑名藩主（* 1756年）
- 1850年 - ヨハン・ハインリヒ・フォン・チューネン、経済学者（* 1783年）
- 1857年 - ダニエーレ・マニン、ヴェネト共和国大統領、民族主義運動指導者（* 1804年）
- 1863年（文久3年8月10日） - 佐伯又三郎、新選組副長助勤
- 1863年（文久3年8月10日） - 佐々木愛次郎、新選組隊士（* 1845年）
- 1882年 - シャカ・ズールー、ズールー王国初代国王（* 1787年）
- 1907年 - ウィルバー・オリン・アトウォーター（英語版）、栄養科学者（アトウォーター係数）（* 1844年）
- 1911年 - オスカル・ケルネル、農学者（* 1851年）
- 1939年 - ヴェルナー・フォン・フリッチュ、ドイツ陸軍軍人（* 1880年）
- 1944年 - 東坊城恭長、俳優、脚本家、映画監督（* 1904年）
- 1949年 - サム・ウッド、映画監督（* 1883年）
- 1949年 - 金正淑、北朝鮮国家主席金日成夫人（* 1917年）
- 1950年 - 藤原咲平、気象学者（* 1884年）
- 1950年 - ラルフ・ローレンス・カー、弁護士、コロラド州知事（* 1887年）
- 1956年 - フレデリック・ソディ、化学者（* 1877年）
- 1957年 - 豊田副武、海軍軍人・第29-30代連合艦隊司令長官、第19代軍令部総長（* 1885年）
- 1959年 - ヨーゼフ・マティアス・ハウアー、作曲家（* 1883年）
- 1960年 - メラニー・クライン、精神分析家（* 1882年）
- 1961年 - マリオン・デイヴィス、女優（* 1879年）
- 1964年 - 佐々木邦、小説家（* 1883年）
- 1965年 - ビズ・マッキー、元プロ野球選手（* 1897年）
- 1967年 - ハラルト・クヴァント（英語版）、実業家（* 1921年）
- 1969年 - ベルント・ショルツ、作曲家（* 1911年）
- 1970年 - アリス・ハミルトン、医師、産業医（* 1869年）
- 1972年 - 田部重治、登山家（* 1884年）
- 1976年 - 亀田忠、元プロ野球選手（* 1912年）
- 1979年 - オットー・ロベルト・フリッシュ、物理学者（* 1904年）
- 1980年 - 河上徹太郎、文芸評論家（* 1902年）
- 1981年 - 河原崎長十郎 (4代目)、歌舞伎役者（* 1902年）
- 1982年 - デイヴィッド・ドゥビンスキー、労働運動指導者（* 1892年）
- 1982年 - 内ヶ崎贇五郎、実業家、初代東北電力社長（* 1895年）
- 1982年 - 佐分利信、俳優（* 1909年）
- 1984年 - ノエル・マチュー（英語版）、詩人（* 1916年）
- 1986年 - 坪井誠太郎、地質学者、鉱物学者（* 1893年）
- 1989年 - アーヴィング・バーリン、作曲家、作詞家（* 1888年）
- 1989年 - 岡崎嘉平太、実業家（* 1897年）
- 1989年 - 前川春雄、第24代日本銀行総裁（* 1911年）
- 1991年 - 日影丈吉、小説家、翻訳家（* 1908年）
- 1993年 - モーリス・アブラヴァネル、指揮者（* 1903年）
- 1995年 - 南口繁一、将棋棋士（* 1918年）
- 1996年 - ドロシー・ラムーア、女優（* 1914年）
- 1996年 - 笑福亭松鶴 (7代目)、落語家（* 1952年）
- 1997年 - 横井庄一、陸軍伍長（* 1915年）
- 1997年 - マナブ間部、画家（* 1924年）
- 1997年 - 中村千栄子、詩人、作詞家（* 1932年）
- 1998年 - 李學仁、映画監督、作家、漫画原作者（* 1945年）
- 1999年 - 淡谷のり子、歌手（* 1907年）
- 1999年 - ジョージ・C・スコット、俳優（* 1927年）
- 1999年 - 久高友雄、サッカー選手（* 1963年）
- 2000年 - 坂井三郎、海軍軍人（エース・パイロット）、経営者（* 1916年）
- 2001年 - アイザック・スターン、ヴァイオリニスト（* 1920年）
- 2002年 - ウィリアム・ローゼンバーグ、実業家、ダンキンドーナツ創業者（* 1916年）
- 2003年 - 鷲見四郎、ヴァイオリニスト（* 1913年）
- 2004年 - レイ・トレイラー、プロレスラー（* 1963年）
- 2005年 - 有川貞昌、特撮監督（* 1925年）
- 2005年 - レバンダー・ジョンソン、プロボクサー（* 1969年）
- 2006年 - ジョージ・エイヴリー、陸上競技選手（* 1925年）
- 2006年 - 小山宙丸、哲学者（* 1927年）
- 2007年 - マルセル・マルソー、パントマイムアーティスト（* 1923年）
- 2007年 - 印東太郎、数理心理学者、慶應義塾大学及びカリフォルニア大学アーバイン校名誉教授（* 1923年）
- 2008年 - 木下龍太郎、作詞家（* 1938年）
- 2008年 - トーマス・デルフライン、動物園飼育係、ホッキョクグマ「クヌート」の担当者（* 1963年）
- 2010年 - エディ・フィッシャー、歌手（* 1928年）
- 2010年 - 橘祐典、映画監督（* 1932年）
- 2010年 - 小池要之助、映画監督（* 1941年)
- 2010年 - アラン・ラドキン、元プロボクサー（* 1941年)
- 2010年 - エル・ヒガンテ、プロレスラー（* 1966年)
- 2010年 - ブリジット・オコナー、劇作家、脚本家（* 1961年）
- 2011年 - アリスティデス・ペレイラ、政治家、初代ポルトガル領カーボベルデ大統領（* 1923年）
- 2011年 - ヴェスタ・ウィリアムス、R&B歌手（* 1957年）
- 2012年 - 山田耕三郎、政治家、元滋賀県大津市長（* 1917年）
- 2012年 - 荻島秀夫、元プロ野球選手（* 1924年）
- 2012年 - 河上民雄、政治家、東海大学名誉教授（* 1925年）
- 2013年 - デイヴィッド・ヒューベル、神経生理学者、ノーベル生理学・医学賞受賞者（* 1926年）
- 2013年 - 安井善宏、実業家、元明治電機工業社長（* 1942年）
- 2013年 - 浜田吉治郎、ボクシング指導者、元ボクサー（* 1943年）
- 2014年 - 岩尾崇、実業家、元長谷工コーポレーション社長（* 1942年）
- 2014年 - ジェイソン・ラベドー、バスケットボール指導者（* 1965年）
- 2015年 - ヨギ・ベラ、元プロ野球選手、監督（* 1925年）
- 2015年 - 岸朝子、料理記者、食生活ジャーナリスト（* 1923年）
- 2016年 - 田口義嘉壽、経営者、元西濃運輸社長（* 1938年）
- 2018年 - アル・マシューズ、俳優（* 1942年）
- 2019年 - 角谷正彦、官僚、元国税庁長官（* 1936年）
- 2019年 - ペーター・ドイフルハード、数学者（* 1944年）
- 2020年 - ダン・オルヴェウス、心理学者（* 1931年）
- 2020年 - ロード・ウォリアー・アニマル、プロレスラー（*1960年）
- 2021年 - アブデルカデル・ベンサラー、政治家、外交官（* 1941年）
- 2021年 - 笹倉武久、騎手、調教師（* 1945年）
- 2021年 - イトー・ターリ、パフォーマンス・アーティスト（* 1951年）
- 2021年 - ロジャー・ミッシェル、映画監督（* 1956年）
- 2021年 - ユーリー・タム、陸上競技（ハンマー投）選手（* 1957年）
- 2021年 - 小霜和也、コピーライター、クリエイティブ・ディレクター（* 1962年）
- 2022年 - 山根常正、実業家、元山陰中央新報社社長（* 1936年）
- 2022年 - 中村健之介、ロシア文学研究者（* 1939年）
- 2022年 - ヒラリー・マンテル、小説家（* 1952年）
- 2023年 - ジョルジョ・ナポリターノ、政治家、第11代イタリア共和国大統領（* 1925年）
- 2023年 - ベルナール・トゥブラン＝ミシェル、映画監督（* 1927年）
- 2023年 - 遠山一、歌手（ダークダックス）（* 1930年）
- 2023年 - 伊藤礼、英文学者、エッセイスト、翻訳家（* 1933年）
- 2023年 - ゲイル・ルンデスタッド、歴史学者（* 1945年）
- 2024年 - フレドリック・ジェイムソン、哲学者、批評家（* 1934年）
- 2024年 - 朴熙富、政治家（* 1938年）

## 記念日・年中行事
- 秋分（2012年から2044年までの閏年）
二十四節気のひとつ。昼と夜の長さがほぼ同じになる日。
- 秋分の日（ 日本）※秋分の場合
国民の祝日の一つ。「祖先をうやまい、なくなった人々をしのぶ」日。
- 国民の休日（ 日本）※敬老の日が9月21日で、秋分の日が9月23日の場合
2009年にこの巡りとなり、この年は9月19日から23日にかけて5連休となる（土曜日も休みと考えた場合）。そのため5月のゴールデンウィーク（黄金週間）にならってシルバーウィーク（銀週間）という俗称がある。
- 秋の社日（ 日本、このころ）※秋分に最も近い戊の日
- OneWebDay
「オンライン生活」を祝う記念日。元ICANN理事スーザン・クロフォード（英語版）の提唱で2006年に第1回が行われ、Second Life上で記念式典が行われた。
- カーフリーデー
- 国際ビーチクリーンアップデー
アメリカ・サンフランシスコに本部のある海洋自然保護センターが1985年から実施。この日に近い週末に、世界各地で一斉に海岸のごみを拾い集め、その数量・種類等を調べることによって、海洋のゴミの発生元や、地球環境への影響を調査している。
- 世界サイの日
- 独立記念日（ ブルガリア）
1908年のこの日、ブルガリアがオスマン帝国からの独立を宣言した。
- 独立記念日（ マリ）
マリ共和国は1960年6月に隣国のセネガルとともにマリ連邦としてフランスから独立したが、同年8月にセネガルがマリ連邦から離脱したため、この日改めてマリ連邦から離脱し、それまでのスーダン共和国からマリ共和国に改称した。
- フィットネスの日（ 日本）
2014年に制定。1987年に日本フィットネス協会が公益法人登記した設立記念日とされている[7]。